# Billy Ocean
Billy Ocean MBE (nascido Leslie Sebastian Charles; Fyzabad, 21 de janeiro de 1950) é um cantor e compositor trinitário-britânico que teve uma série de canções de sucessos nas décadas de 1970 e 1980. Entre seus principais sucessos, destacam-se as canções "When the Going Gets Tough, the Tough Get Going", parte da trilha sonora do filme A Joia do Nilo (1985), "Suddenly", "Get Outta My Dreams, Get into My Car", "Caribbean Queen", "Loverboy" e "There'll Be Sad Songs (To Make You Cry)"". Em 8 de outubro de 2006 a canção "Caribbean Queen" foi acrescentada na lista de música do jogo Scarface: The World Is Yours. Nos últimos anos, voltou a ficar conhecido por seu nome ser bastante citado na série norte-americana Everybody Hates Chris, onde a personagem Tonya, vivida pela atriz Imani Hakim, é sua grande fã.

## Discografia

### Álbuns
- Billy Ocean (GTO 1975)
- Tonigth Togeter (GTO 1976)
- City Limit (GTO 1980)
- Nights (Feel Like Getting Down) (Epic Records 1981) #152 U.S.
- Inner Feelings (Epic 1982)
- Suddenly (Jive Records 1984) #9 UK, #9 U.S.
- Love Zone (Jive 1986) #2 UK, #6 U.S.
- Tear Down These Walls (Jive 1988) #3 UK, #18 U.S.
- Greatest Hits (Jive 1989) #4 UK, #77 U.S.
- Time to Move On (Jive 1993)
- Love is For Ever (Jive 1997) #7 UK
- Emotions in Motion (Time Music International 2002)
- On The Run (Planet Media 2003)
- Let's Get Back Together (Jive 2003) #69 UK
- The Ultimate Collection (Jive 2004) #28 UK
- Showdown (Jive 2004)
- Can You Feel It (K-tel 2005) (Disponível apenas em iTunes de Apple Inc.)
- YBC! (Jixxtaposition Records 2007)

### Singles
| Ano  | Canção                                           | US Hot 100 | US R&B | US Dance | UK singles | Álbum                            |
| ---- | ------------------------------------------------ | ---------- | ------ | -------- | ---------- | -------------------------------- |
| 1976 | "Love Really Hurts Without You"                  | 22         | -      | 8        | 2          | Billy Ocean                      |
| 1976 | "L.O.D. (Love On Delivery)"                      | -          | 55     | -        | 19         | Billy Ocean                      |
| 1976 | "Stop Me (If You've Heard It All Before)"        | -          | -      | -        | 12         | Billy Ocean                      |
| 1977 | "Red Light Spells Danger"                        | -          | -      | -        | 2          | Billy Ocean                      |
| 1979 | "American Hearts"                                | -          | -      | -        | 54         | City Limit                       |
| 1980 | "Are You Ready/Stay The Night"                   | -          | -      | 83       | 42         | City Limit                       |
| 1981 | "Night (Feel Like Gettin' Down)"                 | -          | 7      | 4        | -          | Night (Feel Like Getting Down)   |
| 1982 | "Calypso Funkin'"                                | -          | 72     | -        | -          | Inner Feelings                   |
| 1984 | "European Queen (No More Love On The Run)        | -          | -      | -        | 82         | Suddenly (European version)      |
| 1984 | "Caribbean Queen (No More Love On The Run)"      | 1          | 1      | 1        | 6          | Suddenly                         |
| 1985 | "Loverboy"                                       | 2          | 20     | 1        | 15         | Suddenly                         |
| 1985 | "Suddenly"                                       | 4          | 5      | -        | 4          | Suddenly                         |
| 1985 | "Mystery Lady"                                   | 24         | 10     | -        | 49         | Suddenly                         |
| 1986 | "When The Going Gets Tough, The Tough Get Going" | 2          | 6      | 31       | 1          | The Jewel of the Nile soundtrack |
| 1986 | "There'll Be Sad Songs (To Make You Cry)"        | 1          | 1      | -        | 12         | Love Zone                        |
| 1986 | "On The Run (Hold On Brother)"                   | -          | -      | 48       | -          | Love Zone                        |
| 1986 | "Love Zone"                                      | 10         | 1      | -        | 49         | Love Zone                        |
| 1986 | "Bittersweet"                                    | -          | -      | -        | 44         | Love Zone                        |
| 1986 | "Love Is Forever"                                | 16         | 10     | -        | 34         | Love Zone                        |
| 1988 | "Get Outta My Dreams, Get Into My Car"           | 1          | 1      | 25       | 3          | Tear Down These Walls            |
| 1988 | "Calypso Crazy"                                  | -          | -      | -        | 35         | Tear Down These Walls            |
| 1988 | "The Colour Of Love"                             | 17         | 10     | -        | 65         | Tear Down These Walls            |
| 1988 | "Stand And Deliver"                              | -          | -      | -        | 97         | Tear Down These Walls            |
| 1989 | "License To Chill"                               | 32         | 33     | -        | 81         | Tear Down These Walls            |
| 1990 | "I Sleep So Much Better (In Someone Else's Bed)" | -          | 60     | -        | -          | Greatest Hits                    |
| 1993 | "Everything's So Different Without You"          | -          | 91     | -        | -          | Time to Move On                  |
| 1993 | "Pressure"                                       | -          | -      | -        | 55         | Time to Move On                  |